# Auto-organizzazione
Nella teoria dei sistemi, l'auto-organizzazione è principalmente una forma di sviluppo del sistema attraverso influenze ordinanti e limitative provenienti dagli stessi elementi che costituiscono il sistema oggetto di studio e che permettono di raggiungere un maggior livello di complessità. Questo concetto riveste notevole importanza pratica in ambito multidisciplinare, interessando vasti campi sia delle scienze naturali che delle scienze umane. In cibernetica una applicazione pratica consiste nella Self-Organizing Map.
Normalmente, i sistemi auto-organizzanti esibiscono proprietà emergenti.

## Storia
Il termine "auto-organizzazione" sembra essere stato introdotto originariamente nel 1947 dallo psichiatra e ingegnere inglese William Ross Ashby, considerato uno dei pionieri della cibernetica. Il concetto venne ripreso dai cibernetisti Heinz von Foerster, Gordon Pask, Stafford Beer e Norbert Wiener negli anni 1960, ma divenne di utilizzo comune nella letteratura scientifica solamente fino a quando fisici e ricercatori nell'ambito dei sistemi complessi lo adottarono negli anni 1970 e 1980.

## Descrizione
Di regola i sistemi auto-organizzati possiedono quattro caratteristiche principali:
- Complessità: sono complessi i sistemi le cui parti si intrecciano l'una all'altra tramite relazioni mutuali in permanente cambiamento. Le parti possono cambiare similmente ogni volta. La complessità rende più difficile la descrizione e la previsione del comportamento dei sistemi nella loro interezza.
- Autoreferenza: i sistemi auto-organizzanti sono autoreferenti e mostrano una unanimità operativa. Vale a dire che "ogni comportamento del sistema retroagisce su se stesso e diviene il punto di partenza per un nuovo comportamento". I sistemi operativi chiusi non agiscono a seguito di influenze dell'ambiente esterno, ma sono responsabili in modo indipendente e autonomo di loro stessi. L'autoreferenza è un concetto valido anche nel caso dei sistemi aperti.
- Ridondanza: nei sistemi auto-organizzanti non vi è alcuna separazione di principio tra le parti organizzanti, ordinanti o che guidano l'evoluzione del sistema stesso. Tutte queste parti rappresentano potenziali artefici.
- Autonomia: i sistemi auto-organizzanti sono autonomi se le relazioni e interazioni che definiscono il sistema come un tutt'uno sono determinate solamente dal sistema stesso. L'autonomia si riferisce solamente a certi criteri, dato che esiste sempre la possibilità di scambiare materia ed energia con l'ambiente.

### Teoria dei sistemi
L'auto-organizzazione compare spontaneamente e i suoi effetti sono più stabili ed efficienti sulla struttura e sul comportamento dei sistemi aperti. Questo genere di sistemi è tipicamente lontano dall'equilibrio termodinamico e tende a scambiare energia, materia o informazione con l'ambiente esterno. Un sistema auto-organizzato muta la sua struttura fondamentale in funzione della sua esperienza e del suo ambiente. Tutte le entità che prendono parte all'interazione (componenti del sistema, agenti) agiscono in base a semplici regole e tendono a creare ordine dal caos senza possedere una visione dello sviluppo globale.
Semplici casi di auto-organizzazione riscontrati in fisica sono rappresentati dalle transizioni di fase (primo e secondo ordine) e dalle rotture spontanee di simmetria. Il concetto ricorre soventemente anche nell'ambito della termodinamica del non equilibrio, e nella fluidodinamica (in particolare in certi tipi di regimi turbolenti). 
In chimica l'auto-organizzazione è particolarmente importante in ambiti quali la reazione-diffusione, le reazioni oscillanti, l'autocatalisi, la chimica supramolecolare, i cristalli liquidi e le micelle.
In ambito biologico importanti esempi di fenomeni auto-organizzanti sono l'auto-avvolgimento spontaneo delle proteine e di altre macromolecole biologiche, la formazione di membrane cellulari a doppio strato lipidico, l'omeostasi, la creazione di strutture sociali da parte di alcuni insetti (api, formiche, termiti) e molti mammiferi, il comportamento aggregante in branchi (uccelli, pesci, ecc.), l'origine della vita a partire da sistemi chimici auto-organizzanti e l'organizzazione della biosfera terrestre in modo compatibile con la vita (in accordo con l'ipotesi Gaia).
In matematica e in informatica esibiscono auto-organizzazione l'automa cellulare, i grafi casuali e alcuni concetti di intelligenza artificiale. In particolare, la teoria dei grafi casuali è stata utilizzata per giustificare l'auto-organizzazione come principio generale dei sistemi complessi. Nel campo dei sistemi multiagente, un campo di ricerca molto attivo riguarda l'ideazione di sistemi capaci di presentare un comportamento auto-organizzato.
In economia, talvolta il capitalismo viene definito come auto-organizzante. Richard Whately, nel suo 
"Introductory Lectures on Political Economy" (London, 1831), coniò il termine "catallassi" (dal greco katallasso, scambiare, riconciliare) per descrivere un "sistema auto-organizzativo di cooperazione volontaria", riferendosi all'economia di mercato; il concetto è stato poi ripreso da Ludwig Von Mises. Gli economisti della scuola marginalista sostengono che l'imposizione di una economia pianificata e più in generale di un controllo sui prezzi solitamente rende i sistemi economici auto-organizzati meno efficienti. Di contro, altri economisti socialisti considerano i fallimenti del mercato tanto significativi da dedurre che l'auto-organizzazione produce cattivi risultati e che lo stato dovrebbe dirigere la produzione e i prezzi. L'economia mista è un sistema economico che adotta posizioni intermedie.
Il comportamento auto-organizzante degli animali sociali e l'auto-organizzazione delle strutture matematiche semplici permettono entrambi di estendere i concetti dell'auto-organizzazione anche alla società umana e all'uomo. Infatti vi è un filone di ricerca all'interno della psicologia e della psicoanalisi che ipotizza che il funzionamento dell'uomo debba essere riletto alla luce della teoria dei sistemi complessi. In quest'ottica, che parte dai riferimenti filosofici della complessologia di Edgar Morin e dalle riflessioni di Francisco Varela e Humberto Maturana, l'essere umano è un sistema unitario caratterizzato da auto-organizzazione, autopoiesi e non linearità.

### Criteri
L'auto-organizzazione deve rispettare i seguenti criteri, ciascuno non indipendente dall'altro:
1. L'evoluzione di un sistema in una struttura spaziale/temporale organizzata deve avvenire senza l'intervento esterno
2. Il cambiamento è sempre autonomo in ogni ristretta fase spaziale (il cosiddetto attrattore)
3. Lo sviluppo strutturale legato alle variabili indipendenti del sistema dipende solamente dall'influenza di regole locali